# Beer (cratera lunar)
Beer é uma cratera de impacto lunar relativamente pequena, localizada no Mare Imbrium a leste da cratera Timocharis. Aproximadamente a 4 km a noroeste situa-se outra pequena cratera de impacto chamada "Feuillée".
O nome desta cratera é em homenagem ao banqueiro e astrônomo alemão Wilhelm Wolff Beer.